# Közönséges gyertyán
A közönséges gyertyán (Carpinus betulus) a bükkfavirágúak (Fagales) rendjébe, ezen belül a nyírfafélék (Betulaceae) családjába tartozó faj.
Nemzetségének a típusfaja.

## Előfordulása
A közönséges gyertyán a Pireneusoktól Dél-Skandináviáig, kelet felé Törökországig mindenütt gyakori. Tápanyagban gazdag, humuszos talajokon, főleg hűvösebb hegyvidéki erdőkben fordul elő, a síkságoktól egészen 1300 méteres tengerszint feletti magasságig. Tölgyesekben vagy sövényekben állományokat alkot. E növényfaj előfordul a Bükk-vidéken.

## Megjelenése
A közönséges gyertyán 15–20 méter magas, lomblevelű fa. Koronája széles és magas, szabad állásban szép, boltozatos, gyakran kissé szabálytalan. Gyakran már kis magasságban vagy akár tőből is erős ágakra oszlik. Kérge világosabb vagy sötétebb szürke, sima, később finom, lemezes hálózattal mintás, hosszú ezüstös csíkokkal vagy csavarodott, kissé bordás felületű. Ágai kezdetben sűrűn, egyenesen felfelé törekszenek, a későbbiekben lehajlanak, elterülnek. Hajtásai sötét-szürkésbarnák, ritkásan szőrösek. A karcsú rügyek szorosan az ágtövön helyezkednek el. Levelei szórt állásúak, hosszúkásan oválisak, 4–10 centiméter hosszúak, rövid csúcsban végződők. Kétszeresen fűrészeltek, igen apró fogakkal. A lekerekített levélváll gyakran enyhe aszimmetriát mutat. A levelek mindkét oldalon fényesek, színükön élénk- vagy sötétzöldek, fonákjukon az ereknél szőrösek. Lombhullató, ősszel levelei élénk- vagy rozsda-sárgára színeződnek.
A virágzási idő április–május között van. Egylaki, szél porozta növény. A porzós barkák 3–5 centiméter hosszúak, a termős barkákon háromkaréjosak a halványzöld kupacslevelek, melynek tövében nő a makkocskatermés. A kupacslevelek aszimmetriája miatt „szárnyként” működnek, a szél messzebbre röpteti így a termést, melyek téli viharokkal 1 kilométeres távolságra is eljuthatnak.
Fája szilárd, kemény, szerszámnyélnek, fogaskeréknek, kocsikeréknek, zongora mechanikájának kiváló. Parkettázásra is használják.

## Alfajok, változatok
Néhány gyakori kertészeti változata:
- jegenyegyertyán vagy oszlopos gyertyán (Carpinus betulus ‘Fastigiata’) – fiatalon oszlopos, később kiszélesedő 15 méter magasra nő;
- Carpinus betulus ‘Frans Fontaine’ – másik oszlopos fajta, karcsú formáját idős korára is megőrzi, legfeljebb 5–10 méteres magasságot ér el;
- szomorú gyertyán (Carpinus betulus ‘Pendula’) – lehajló ágrendszerű.

## Képek

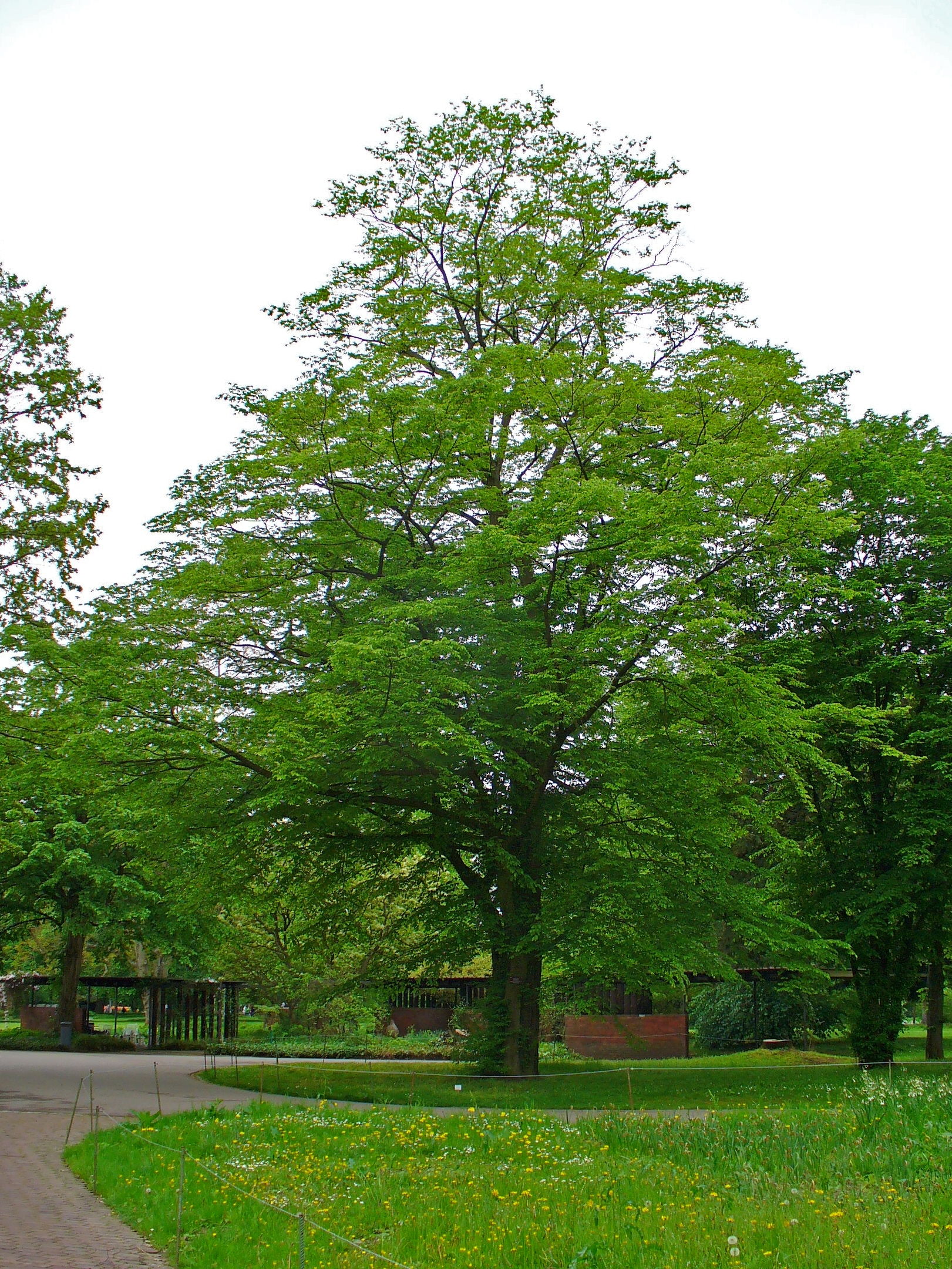
A fa nyáron...
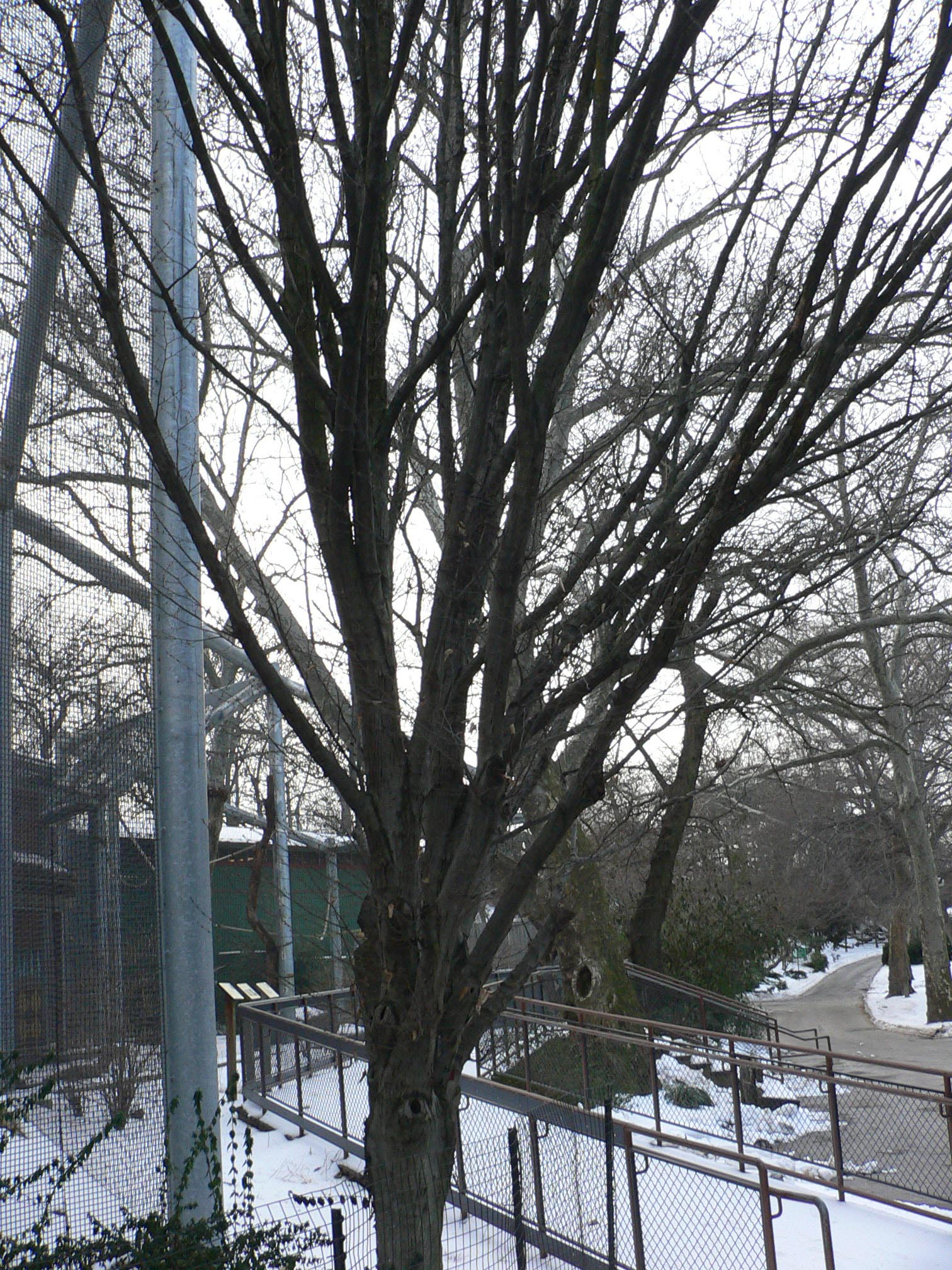
...és télen
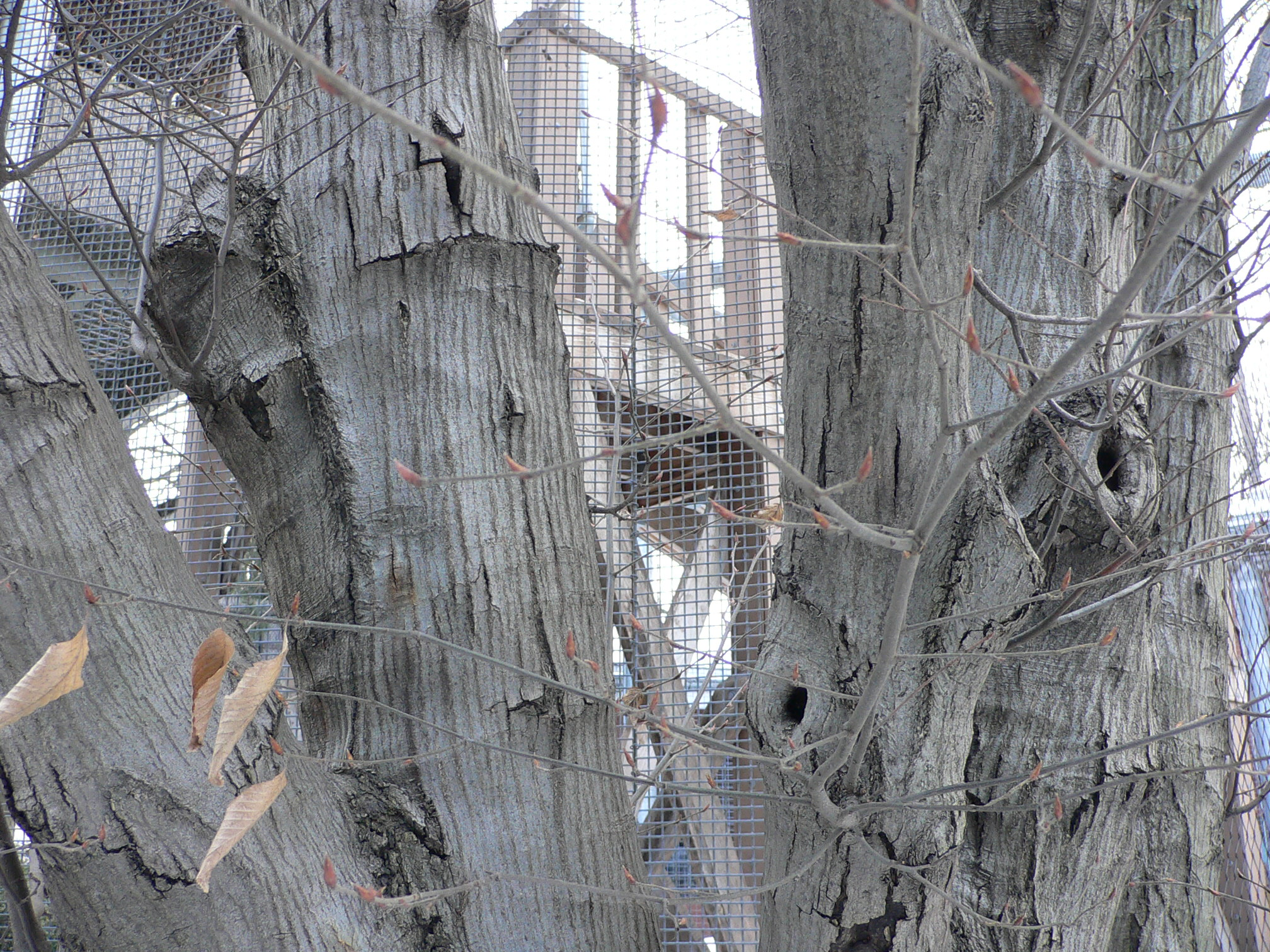
Kérge
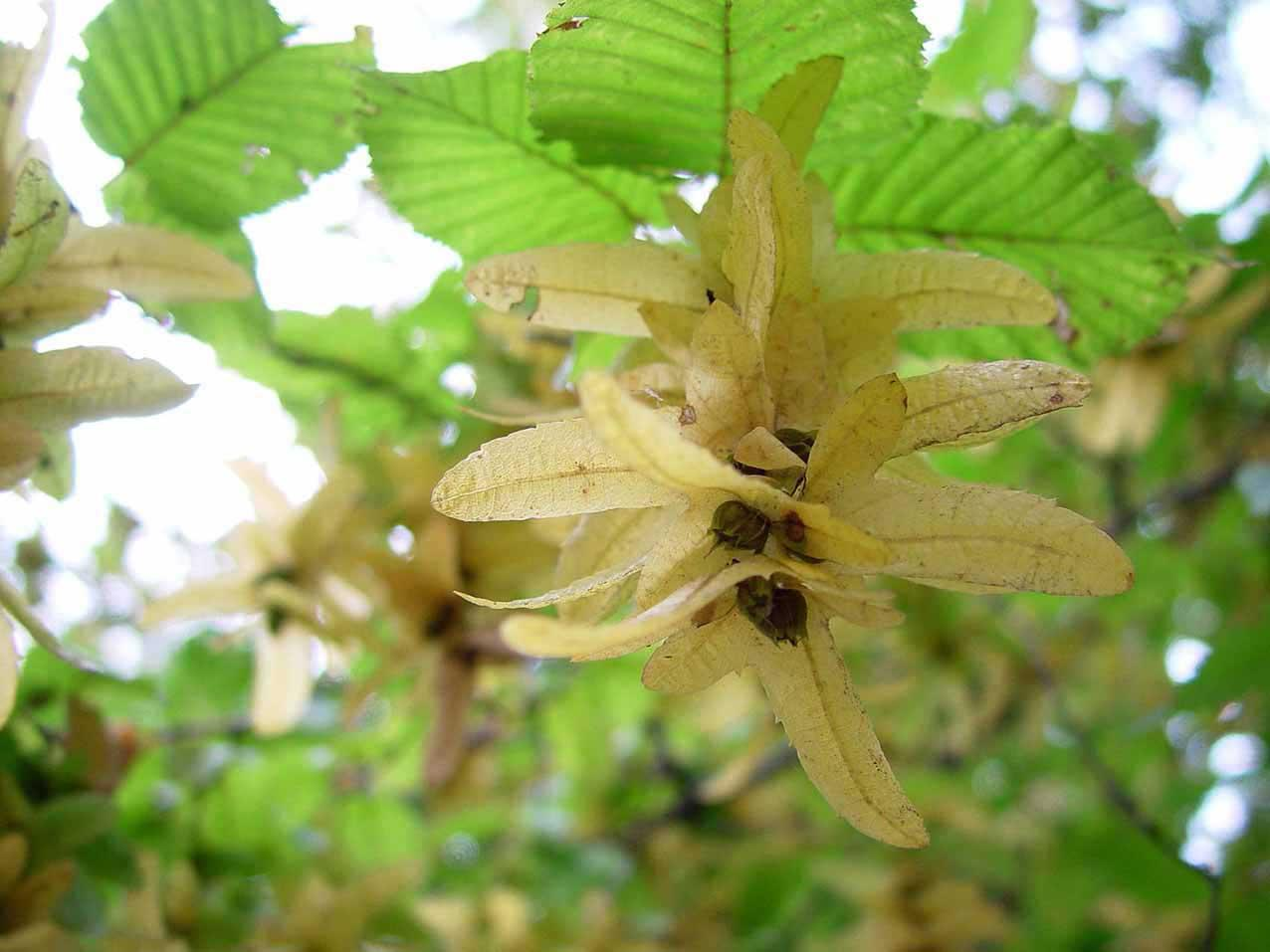
Levelek és makkok
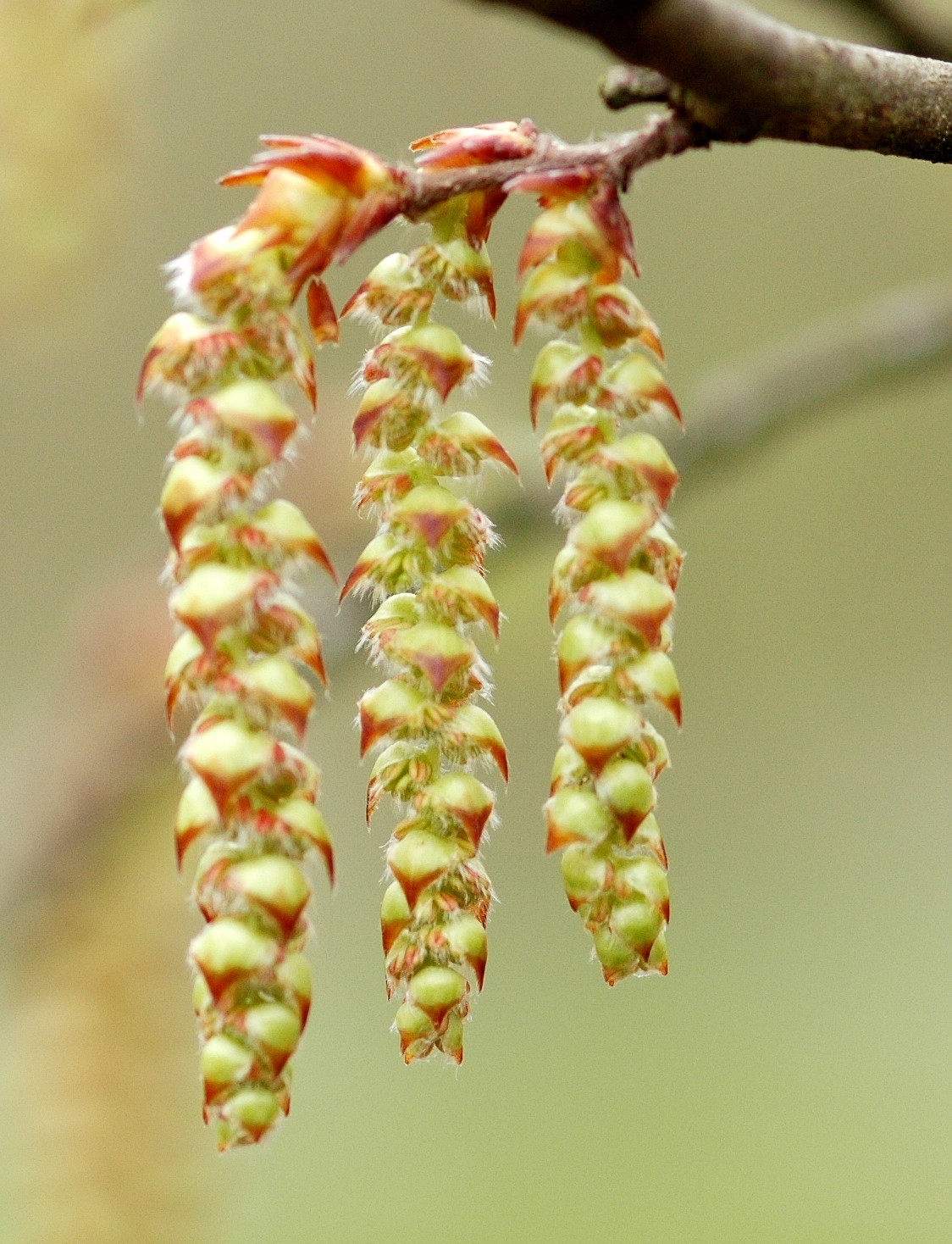
Barkák
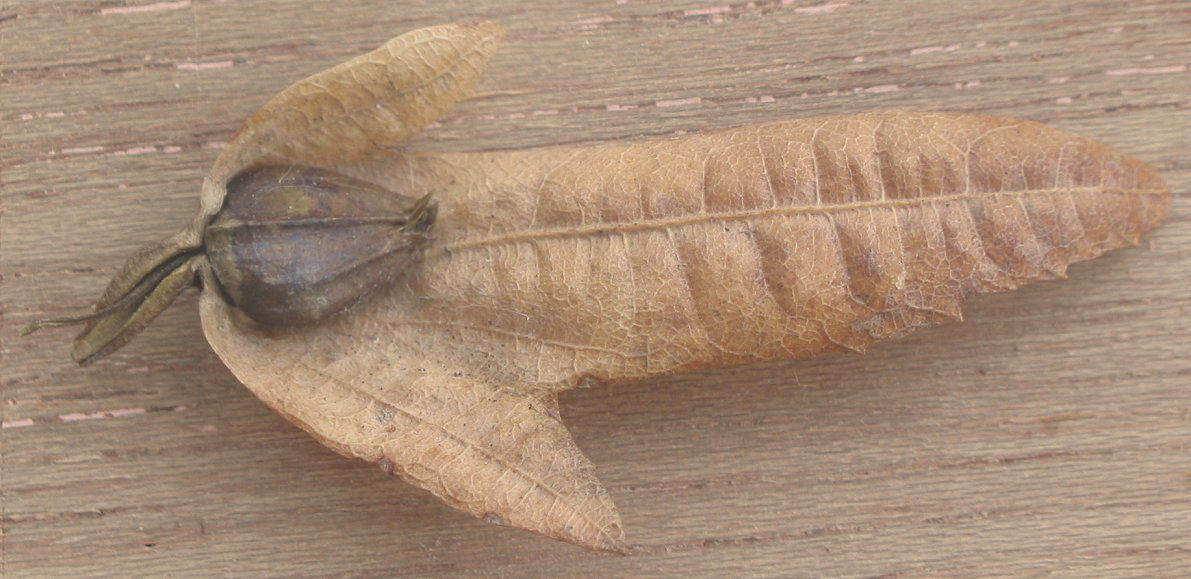
Magja
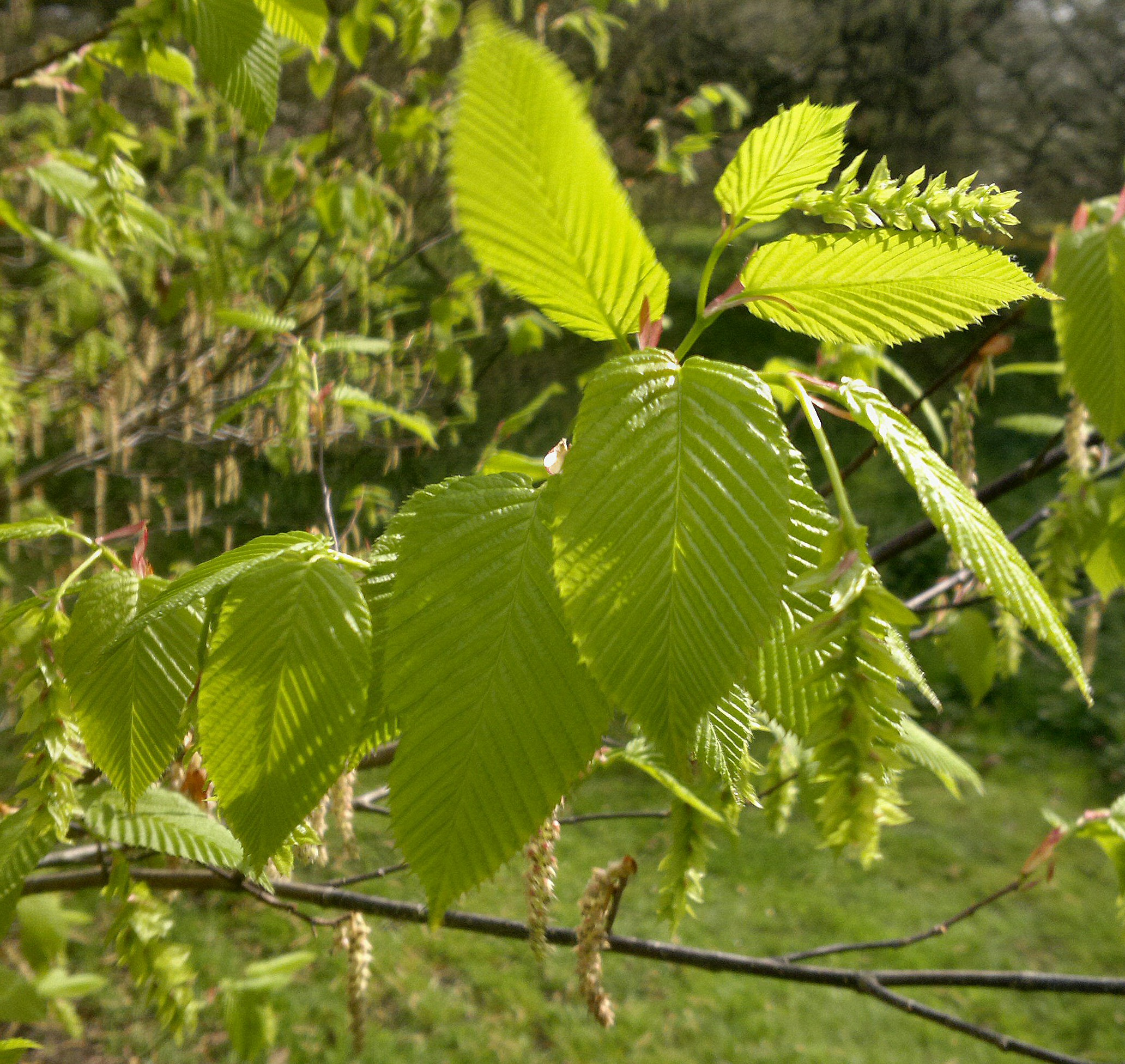
Levelei és barkái
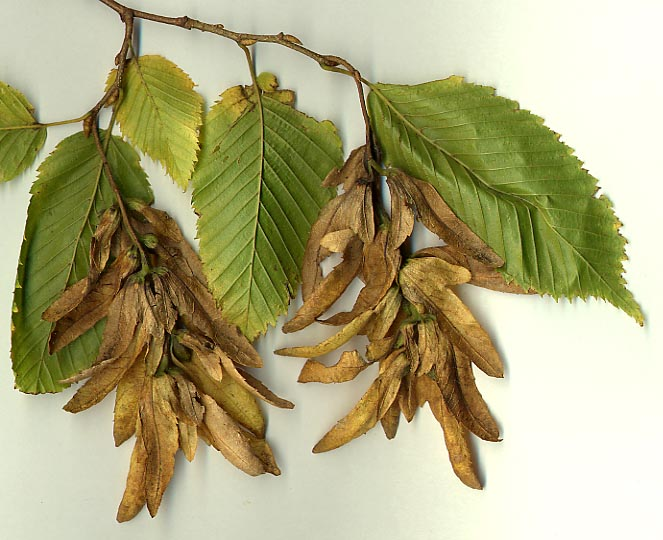
Levelei és termései
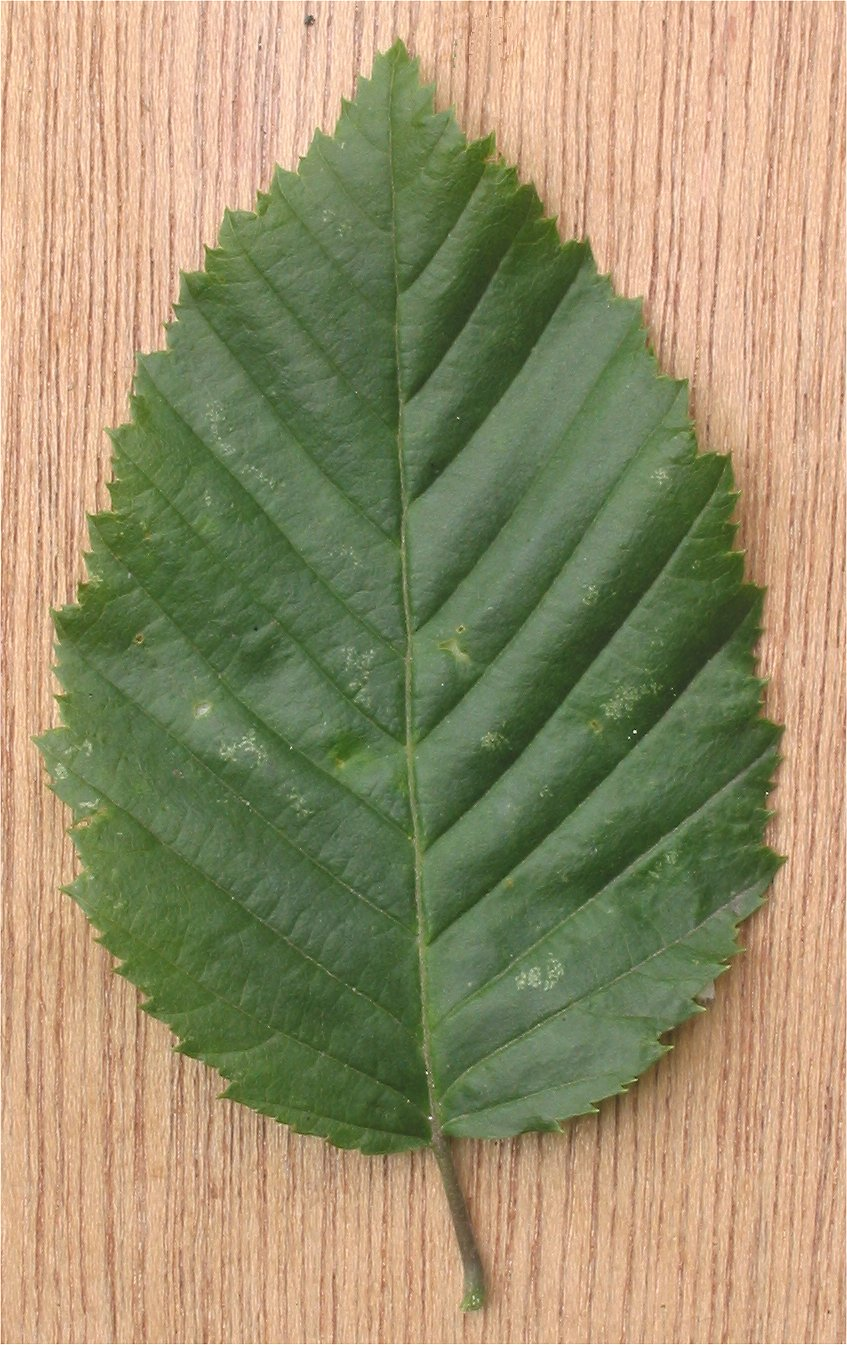
Levele
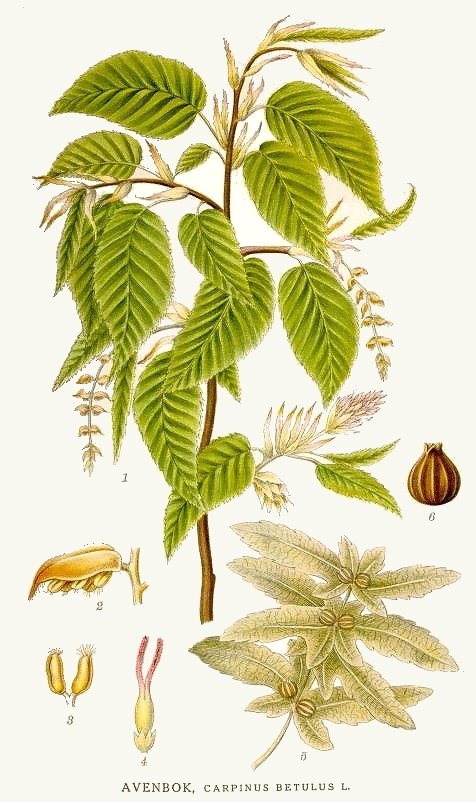
Rajz a levelekről, barkákról és magokról
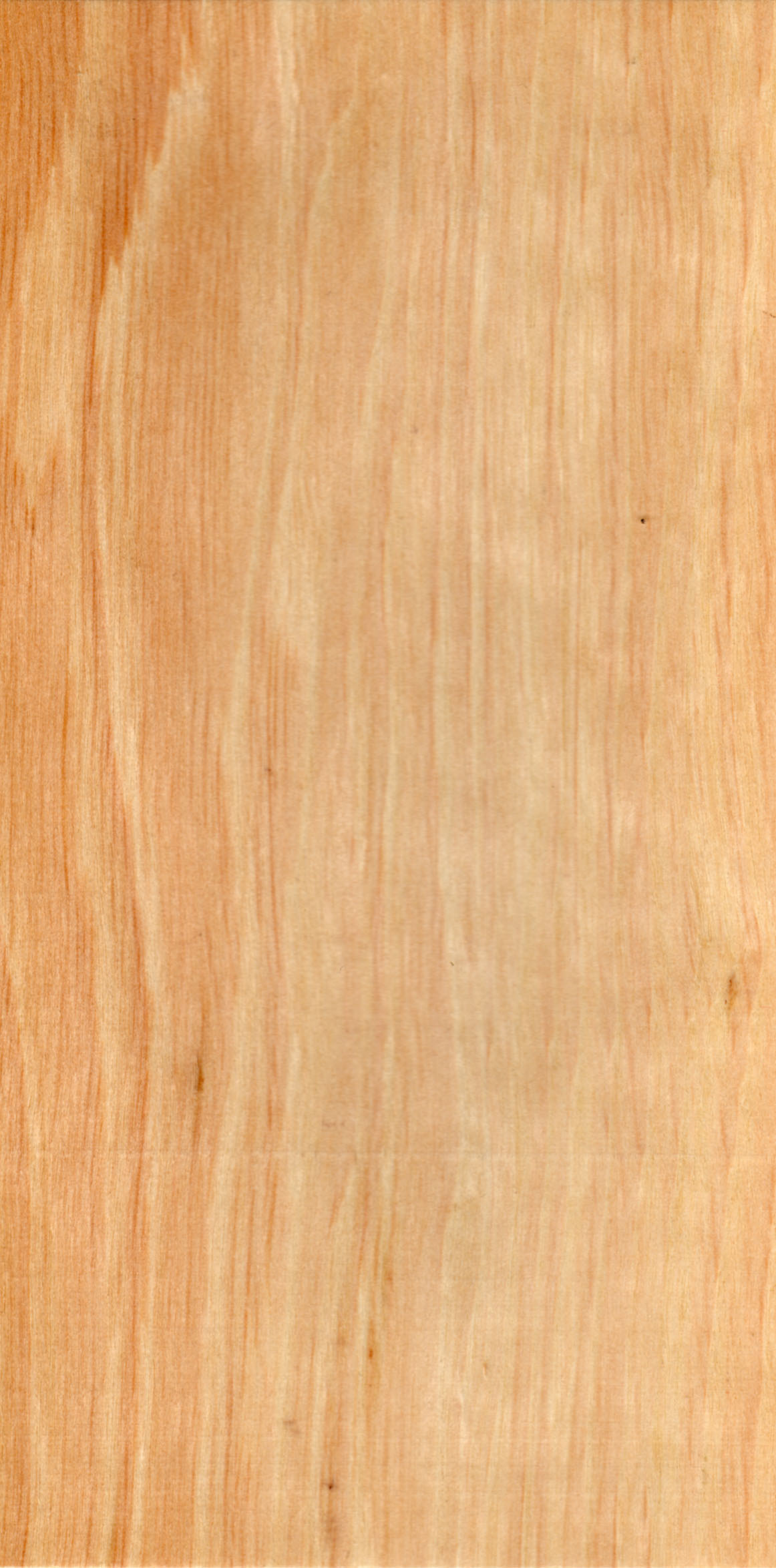
Faanyaga